# (739) Mandeville
(739) Mandeville es un asteroide perteneciente al cinturón de asteroides descubierto por Joel Hastings Metcalf desde Winchester, Estados Unidos, el 7 de febrero de 1913.

## Designación y nombre
Mandeville fue designado inicialmente como 1913 QR.
Posteriormente, se nombró así por la ciudad jamaicana de Mandeville.

## Características orbitales
Mandeville orbita a una distancia media del Sol de 2,738 ua, pudiendo acercarse hasta 2,347 ua. Su inclinación orbital es 20,66° y la excentricidad 0,1431. Emplea 1655 días en completar una órbita alrededor del Sol.